# Freigabe (Strahlenschutz)
Die Freigabe  im Strahlenschutz ist ein spezieller Verwaltungsakt. Er beinhaltet die Entlassung aus dem Geltungsbereich der Strahlenschutzverordnung.
Dieser Verwaltungsakt betrifft radioaktive Stoffe, Gebäude, Bodenflächen, Anlagen oder Anlagenteile, die aktiviert oder mit radioaktiven Stoffen kontaminiert sind, sofern die Aktivität bzw. spezifische Aktivität gemäß § 3 Abs. 2 Strahlenschutzgesetz außer Acht gelassen werden kann. Ein entsprechender Nachweis ist im Freigabeverfahren z. B. durch Messungen zu erbringen.
Die Freigabe ist gebunden an die Unterschreitung der in Anlage 4 Tabelle 1 Spalten 3 sowie 5–14 der Strahlenschutzverordnung genannten Werte bzw. den Nachweis, dass durch die Entlassung des Stoffes in den Wirtschaftskreislauf für Einzelpersonen der Bevölkerung nur eine effektive Strahlendosis im Bereich von 10 µSv im Kalenderjahr auftreten kann. Die Strahlenbelastung durch natürliche Quellen beträgt in Deutschland ca. 2400 µSv im Jahr (bei regionalen Schwankungen von rund 1000 µSv bis 5000 µSv im Jahr).